# Carmen Birkle
Carmen Birkle (* 22. Juli 1963 in Hellenhahn) ist eine deutsche Amerikanistin und Professorin für Amerikanistik an der Philipps-Universität Marburg.

## Leben
Nach ihrem Frühabitur am Konrad-Adenauer-Gymnasium in Westerburg im Jahr 1981 studierte sie an der Johannes Gutenberg-Universität Mainz die Fächer Englisch, Französisch und Spanisch. Im Jahr 1985/86 war sie Teaching Fellow am Bowdoin College in Brunswick (USA). Sie legte 1988 ihr 1. Staatsexamen in den Fächern Englisch und Französisch und 1989 ihre Zusatzprüfung in Spanisch ab.
1994 promovierte sie in der Amerikanistik der Johannes Gutenberg-Universität Mainz mit einer Dissertation zum Thema „Women's Stories of the Looking Glass: Autobiographical Reflections and Self-Representations in the Poetry of Sylvia Plath, Adrienne Rich and Audre Lorde“. Im Jahr 2001 erfolgte die Habilitation mit dem Thema „Migration-Miscegenations-Transculturation: Writing Multicultural America into the Twentieth Century“.
Am 20. Februar 2002 hielt sie ihre Antrittsvorlesung an der Universität Mainz zum Thema „Miss Marple - femme fatale - Barbie: Frauenbilder in der amerikanischen Kriminalliteratur“. Als Gastprofessorin lehrte Birkle in den Jahren 2002–2004 und 2006–2007 an der Universität in Wien. Der Ruf auf die Professur in Marburg erfolgte im Jahr 2008. Die Forschungsinteressen von Carmen Birkle, zu denen sie auch publiziert hat, liegen vor allem in den Bereichen US-amerikanischer Frauen- und Minoritätenliteratur und -kultur.

## Werke (Auswahl)
- Backlash: Marilyn French and the Undeclared War against Women. In: Präsident der Johannes Gutenberg-Universität und Interdisziplinärer Arbeitskreis Frauenforschung (Hrsg.): Backlash: Wer hat Angst vorm Feminismus? Dokumentation des 5. Frauentages der Johannes Gutenberg-Universität Mainz. Mainz 1995, S. 17–34.
- Women's Stories of the Looking Glass: Autobiographical Reflections and Self-Representations in the Poetry of Sylvia Plath, Adrienne Rich, and Audre Lorde. Fink Verlag, München 1996, ISBN 3-7705-3083-7
- Why was the little girl crying?: (Multi)Cultural and (Post)Colonial Identity in Alice Walker's Possessing the Secret of Joy. In: William Boelhower und Alfred Hornung (Hrsg.): Multiculturalism and the American Self. Winter Verlag, Heidelberg 2000, S. 243–57
- „We are an internally colonized people“: Emancipatory Strategies in Dionne Brand's Short Stories. In: Danièle Pitavy (Hrsg.): Femmes et écriture au Canada. Éditions Universitaires de Dijon, Dijon 2001, S. 117–30
- Migration - Miscegenation - Transculturation: Writing Multicultural America into the Twentieth Century. Winter Verlag, Heidelberg 2004, ISBN 3-8253-1555-X
- Intercultural Interfaces in Visual Representations of Pocahontas. In: Alfred Hornung (Hrsg.): Intercultural America. Winter Verlag, Heidelberg 2007, S. 239–56

Herausgeberschaften
- The sea is history : exploring the Atlantic (gemeinsam mit Nicole Waller) Winter, Heidelberg 2009, Reihe American studies Vol. 177, ISSN 0178-1987